# Jakow Nikolajewitsch Rylow
Jakow Nikolajewitsch Rylow (russisch Яков Николаевич Рылов; * 15. Januar 1985 in Kirowo-Tschepezk, Russische SFSR) ist ein russischer Eishockeyspieler, der seit Mai 2019 beim HK Spartak Moskau in der Kontinentalen Hockey-Liga spielt.

## Karriere
Jakow Rylow begann seine Karriere als Eishockeyspieler in der Jugend von Olimpija Kirowo-Tschepezk, für dessen Profimannschaft er von 2002 bis 2004 in der zweitklassigen Wysschaja Liga aktiv war. Daraufhin wurde er vom HK Dynamo Moskau aus der russischen Superliga verpflichtet, mit dem er in seinem Rookiejahr auf Anhieb Russischer Meister. Auf europäischer Ebene gewann der Verteidiger 2006 mit den Hauptstädtern den IIHF European Champions Cup. Im Finale setzte sich Rylow mit seiner Mannschaft gegen Kärpät Oulu aus der finnischen SM-liiga durch. Zudem gewann er mit Dynamo 2008 den Spengler Cup. Seit Juni 2009 steht Rylow für den HK ZSKA Moskau auf dem Eis. Im Januar 2011 gab ihn sein Club an Neftechimik Nischnekamsk ab, nachdem der HK ZSKA die Playoffs nicht mehr erreichen konnte. Für Neftechimik absolvierte Rylow insgesamt elf Einsätze bis zum Saisonende, ehe er zu ZSKA zurückkehrte. In der Folge wurde sein Vertrag mehrfach verlängert, ehe er im Mai 2014 zu Ak Bars Kasan wechselte.
Zwischen 2016 und 2018 war er erneut für Dynamo Moskau aktiv, ehe er zur Saison 2018/19 vom HK Metallurg Magnitogorsk verpflichtet wurde.

### International
Für Russland nahm Rylow an der U20-Junioren-Weltmeisterschaft 2005 teil, bei der er mit seiner Mannschaft den zweiten Platz belegte.

## Erfolge und Auszeichnungen
- 2005 Silbermedaille bei der U20-Junioren-Weltmeisterschaft
- 2005 Russischer Meister mit dem HK Dynamo Moskau
- 2006 IIHF-European-Champions-Cup-Gewinn mit dem HK Dynamo Moskau
- 2008 Spengler-Cup-Gewinn mit dem HK Dynamo Moskau
- 2013 KHL-Verteidiger des Monats Februar

## KHL-Statistik
(Stand: Ende der Saison 2018/19)